# Karl Mindera
Karl Mindera SDB (* 26. Juni 1906 in Wien; † 9. Jänner 1973 in München), Geistlicher Rat, war ein österreichischer römisch-katholischer Geistlicher, Theologe sowie Kirchen- und Kunsthistoriker.

## Leben
Karl Mindera, Sohn von Emmerich Mindera und Sophie, geb. Popp, wuchs in Wien auf. 1924 trat er in die Gesellschaft der Salesianer Don Boscos ein. Er studierte in Turin, Benediktbeuern und Innsbruck. Am 28. Mai 1933 empfing er in Benediktbeuern die Priesterweihe. Ab Herbst 1933 wirkte er 40 Jahre als Dozent für Kirchen- und Kunstgeschichte an der Philosophisch-Theologischen Hochschule Benediktbeuern, deren Seminarbibliothek für Kirchen- und Kunstgeschichte er aufbaute.

## Wirken
Schon frühzeitig widmete er sich der Erforschung der Geschichte und Kunst Benediktbeuerns. Für seine wissenschaftlichen Leistungen auf diesen Gebieten, namentlich auch in der Familienforschung wurde er zum Ehrenbürger der Gemeinde Benediktbeuern ernannt, erhielt er das Bundesverdienstkreuz 1. Klasse, erreichte ihn der Ruf in die Accademia Mariana Salesiana Rom, in die Bayerische Benediktinerakademie sowie in die Kommission für sakrale Kunst der Diözese Augsburg.
Er war maßgeblicher Restaurator der Klosteranlage Benediktbeuerns mit den Schwerpunkten Anastasiakapelle und ehemalige Klosterkirche.
In Benediktbeuern wurde die Karl-Mindera-Straße und im Kloster Benediktbeuern der Karl-Mindera-Saal nach ihm benannt. Seit 2018 werden im Klosterarchiv des Klosters Benediktbeuern die Nachlässe von Karl Mindera erschlossen.

## Schriften
- Benediktbeuern. Das Handwerk im Dienst der Kunst auf dem Boden der Grundherrschaft Benediktbeuern. Filser, München 1939, DNB 1007412089.
- Benediktbeuern. Kulturland u. Kirchen. Schnell und Steiner, München 1957, DNB 453385478.
- Maria hilf. Ein Beitrag zur religiösen Volkskunde. Don Bosco, München 1961, DNB 453385486.
- Bad Heilbrunn. Kunstführer. Text von Karl Mindera. Schnell und Steiner, München 1963, DNB 451902262. 2. Auflage: 1972, DNB 740096168.
- Kloster Benediktbeuern. Sprechplatte, Text von Karl Mindera, Orgel Franz Lehndorfer. Christophorus, Freiburg 1970, DNB 457233788.
- mit Leo Weber: Basilica Benedictoburana. Festschrift aus Anlaß der Erhebung der ehemaligen Klosterkirche und jetzigen Pfarrkirche St. Benedikt von Benediktbeuern zur Päpstlichen Basilica minor am 3. Juni 1973. München/Benediktbeuern 1973, DNB 998392057.